# Marc Raibert

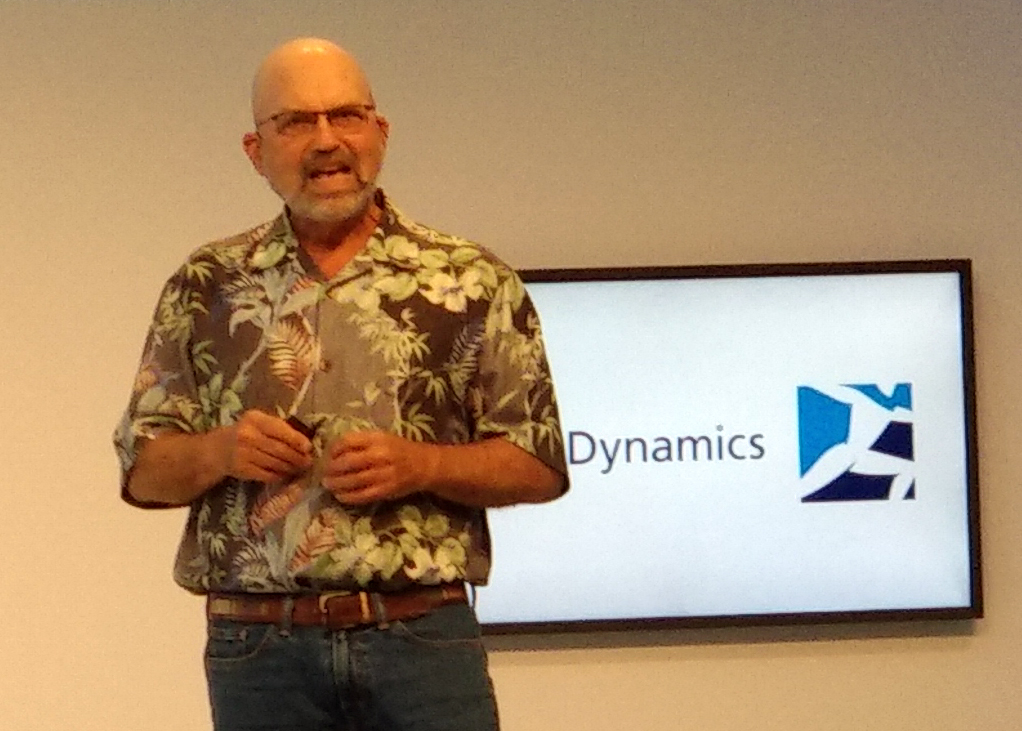
Marc Raibert auf der Cebit in Hannover (2018)

Marc Raibert (* 22. Dezember 1949) ist ein US-amerikanischer Robotiker und Unternehmer. Er ist Gründer, ehemaliger Chief Executive Officer (CEO) und momentan Vorsitzender von Boston Dynamics.
Raibert entwickelte die ersten selbstbalancierenden Hüpfroboter, die einen bedeutenden Schritt in der Roboterforschung darstellten.

## Karriere
Raibert erwarb 1973 einen Abschluss als Elektroingenieur (BSEE) an der Northeastern University und 1977 einen Doktortitel am Massachusetts Institute of Technology (MIT). Seine Dissertation trägt den Titel "Motor control and learning by the state space model" („Motorsteuerung und Lernen durch das Zustandsraummodell“).
Raiberts Vision ist es, die zwei- und vierbeinige Robotik in einen übernatürlichen Zustand zu bringen.
Als Boston Dynamics im Dezember 2013 von Google übernommen wurde, sagte Raibert, er sei „begeistert von Andy Rubin und Googles Fähigkeit, sehr, sehr groß zu denken... mit den Ressourcen, es zu verwirklichen“.
Am 11. Mai 2018 nahm Raibert an den TechCrunch Sessions: Robotics 2018 teil, wo er den SpotMini-Roboter vorstellte, den Boston Dynamics 2019 auf den Verkauf bringen sollte.
Im April 2019 sprach Raibert bei den TechCrunch Sessions: Robotics 2019, wo er die neuesten Anwendungen für den SpotMini-Roboter vorstellte.